# Elle Márjá Eira
Pour les articles homonymes, voir Eira.
Elle Márjá Eira, également connue sous le nom d'Elle Márjá P. Eira, née le 24 novembre 1983 à Kautokeino (Norvège), est une musicienne, compositrice, cinéaste, productrice et réalisatrice sami de nationalité norvégienne.

## Biographie
Elle Márjá Eira appartient à une famille d'éleveurs de rennes à Kautokeino.
Son expression musicale se situe à l'intersection de la joik, de l'électro et de la musique indigène. Elle réalise également des bandes originales de films.
En 2017, elle a fait partie du groupe Snoweye avec Lucy Parnell et John Paul Jones, de Led Zeppelin, et a collaboré musicalement avec Christophe Beck dans le film Le 12e Homme (Den 12. mann) réalisé par Harald Zwart et sorti en 2017.

## Filmographie partielle

### Au cinéma
- 2015 :  Burning sun  (court métrage, également scénariste)
- 2019 :  Sámiin Leat Rievttit / The Sámi Have Rights  (court métrage, également scénariste et compositrice de la bande originale)
- 2021 :  Ealát  (court métrage, également scénariste et compositrice de la bande originale)
- 2024 : Stöld

### À la télévision
- 2014 :  Melkeveien  (mini-série télévisée, 6 épisodes, également scénariste)
- 2024 : Power Play  (série télévisée, 1 épisode)

## Récompenses et distinctions
- 2015 : Arctic Talent
- 2019 : bourse GramArt (no)

- (en) Elle Márjá Eira : Awards, sur l'Internet Movie Database